# Relient K
Relient K [rɨˈlaɪ.ɨnt ˈkeɪ] – amerykański zespół grający rocka chrześcijańskiego założony w roku 1998 w Canton, Ohio przez Matthew Thiessena, Briana Pittmana oraz Matthew Hoopesa. Nazwa pochodzi od automobilu Matta Hoopesa – Plymouth Reliant.

## Kariera muzyczna

### All Work and No Play (1998 – 2000)
W roku 1998 Matt Thiessen, Matt Hoopes i Brian Pittman, szkolni przyjaciele, założyli Relient K. Na krótki czas, w tym samym roku, dołączył do nich Todd Frascone w roli perkusisty. Frascone opuścił zespół po wydaniu pierwszego demo – All Work and No Play. W tworzeniu demo pomógł początkującemu zespołowi Mark lee Townsend, gitarzysta dc Talk. Współpraca pomiędzy nimi nawiązała się dzięki córce Townsenda, Danielle, która była przyjaciółką muzyków z Relient K. Ostatecznie Danielle została żoną Matthew Hoopesa.
Demo zwróciło uwagę innego członka dc Talk, TobyMaca, który pomógł Relient K podpisać kontrakt z wytwórnią Gotee Records. Dzięki nowej wytwórni w 2000 roku zespół wydał debiutancki EP – 2000 A.D.D. wraz z nowym perkusistą, Stephenem Crushmanem. Niedługo później ukazał się ich pierwszy album studyjny – Relient K. Styl muzyczny, jakim określił się wtedy zespół to rock chrześcijański. Wkrótce potem Crushman opuścił grupę na rzecz zespołu Narcissus (metal chrześcijański). Puste miejsce po perkusiście szybko zajęli jednak Bret Schoneman (Philmore), Jared Byers (Bleach) oraz Dave Douglas.
W jednym z wywiadów Matt Thiessen przyznał, że w początkowych latach działalności zespołu był on jedynym wokalistą. Wiedział jednak, że jego imiennik potrafi śpiewać równie dobrze, więc gorąco zachęcał Hoopesa do podjęcia drugiego wokalu.

### The Anatomy of the Tongue in Cheek (2001 – 2002)
W 2001 roku światło dzienne ujrzał drugi studyjny album zespołu – The Anatomy of the Tongue in Cheek. Krytycy przyznali, że Relient K „zwolnili tempo” i „przerzucili się” na lekkie, soft rockowe brzmienia.
Dzięki albumowi Relient K zostali dostrzeżeni na chrześcijańskiej scenie muzycznej oraz dostali propozycję stworzenia serii ubrań dla Abercrombie & Fitch. Gotee przyjęło ofertę w imieniu zespołu; Pittman przypomina: „nie dano nam wyboru, to wytwórnia zdecydowała za nas”. Po znaczącym nacisku konserwatywno-chrześcijańskiej organizacji, takich jak Focus on the Family, Gotee wycofało się z kontraktu.
Później Relient K zostali zaproszeni do wykonania interpretacji popularnej piosenki z Veggie Tales – „The Pirates Who Don't Do Anything” do filmu „Wieloryb i piraci”. Singel został wydany na 3 różnych albumach. Pierwsza wersja zawierała ich piosenkę „Breakdown” w wykonaniu Ogórka Larry’ego. Istnieje również promocyjna wersja zawierająca oryginalny singiel „Breakdown”. Wersja „ucięta” została dołączona do chrześcijańskiej składanki Veggie Rocks!. Piosenka ta łączy ich twórczość z Anatomy... jak i trzeciej studyjnej płyty – Two Lefts Don't Make a Right... but Three Do.

### Two Lefts Don't Make a Right... but Three Do (2003)
Relient K wydali w 2003 roku album Two Lefts Don't Make a Right... but Three Do. Album ma kilka alternatywnych okładek, w różnych kolorach, każda z nich przedstawia jakiś wrak maszyny. Płyta (nazywana w skrócie „Two Lefts”) jest połączeniem delikatnych piosnek z przesłaniem z Anatomy... oraz tych szybkich. Album otrzymał nominację do Grammy w kategorii „Najlepszy Rock Gospel Album” oraz otrzymał nagrodę Dove za „Najlepszy Rockowy Album Roku 2004”.
W tym czasie zespół wydał limitowaną edycję winylową – The Vinyl Countdown. EP zawiera dwie wersje singla „Five Iron Frenzy is Either Dead or Dying.” Dzieło zostało zadedykowane przyjacielowi Matta Thiessena, Jessemu Alkire'owi, który był pomysłodawcą EP-a.
W listopadzie i grudniu 2003 roku możliwe było kupienie „Two lefts” wraz ze świąteczną składanką Deck the Halls, Bruise Your Hand.

### MMHMM (2004 – 2006)
Pod koniec 2004 roku grupa wydała swój czwarty studyjny krążek. Krytycy zauważyli, że Relient K „dojrzeli” i porzucili „dziecinne i głupie” piosenki w stylu „Marilyn Manson Ate My Girlfriend”. Na nowej płycie zespół eksperymentował z nowymi brzmieniami, głównie hardcore punkiem. W 2005 roku MMHMM otrzymała status złotej płyty (sprzedano ją w ponad 500000 kopiach).
Niedługo przed wydaniem krążka zespół opuścił jeden z założycieli – Brian Pittman, który, w ślad za Chrushmanem, dołączył do grupy chrześcijańsko – metalowej, Inhale Exhale. Na miejsce Pittmana dołączyło do grupy 2 nowych członków – John Warne (wokalista Ace Troubleshooter) oraz Jon Schneck.
Z MMHMM pochodzą 2 single, które znalazły się na liście Top 40, a które w notowaniu stacji MTV znalazły się w Top Ten. Najpopularniejszą piosenką zespołu, pochodzącą właśnie z tego albumu, jest bez wątpienia „Be My Escape”, dzięki której muzycy mieli szansę wystąpić w m.in. „The Tonight Show” czy „Jimmy Kimmel Live!”. W październiku 2005 roku debiutancki singiel zespołu otrzymał miano złotego. Wysoką pozycję w notowaniu Top 40 otrzymał również drugi utwór – „Who I Am Hates Who I've Been”. Oprócz tego MMHMM nagrodzono w 2006 roku nagrodą Dove za „Najlepszy Rockowy Album Roku”. Relient K otrzymali również, tego samego roku, nominację do GMA Canada Convenant Awards.

### Five Score and Seven Years Ago (2007)
Praca nad kolejnym albumem rozpoczęła się 18 czerwca 2006 roku. W tworzeniu płyty wspomagał zespół Howard Benson (P.O.D., My Chemical Romance, The All-American Rejects). Lider grupy wyjaśnia pochodzenie tytułu krążka – jest to bowiem piąty studyjny album Relient K, przy którym pracowała cała piątka muzyków, a został on wydany dokładnie 7 lat po All Work and No Play.
Na początku planowano wydać płytę jeszcze w 2006 roku, jednak jej premiera nastąpiła dopiero 6 marca 2007 roku. Five Score... debiutowała na 6. pozycji w rankingu Billboard 200 i sprzedała się w 64ooo kopii już w pierwszym tygodniu.
"Forgiven”, jeden z utworów z nowej płyty, był hitem stacji chrześcijańskich (jak również „Must Have Done Something Right”) oraz dostał się na szczyty list przebojów 11 stycznia 2007 roku. Singiel zajął (według rankingu przeprowadzonego dla R&R magazine) 4. miejsce na liście najczęściej granych utworów na stacji CHR (Christian Hit Radio).
Wczesnym rankiem 28 czerwca 2007 roku, bus zespołu uległ wypadkowi. Nikomu z pasażerów nic się nie stało, ale muzycy stracili wiele cennych sprzętów – instrumenty, laptopy, aparaty fotograficzne, telefony, iPody, ubrania i inne produkty. Matt Thiessen stracił laptopa z ponad setką niedokończonych piosenek, a Dave Douglas stracił swoją cenną perkusję. Mimo wszystko członkowie zespołu starali się pozostać w dobrym humorze, ze śmiechem nazywając swoją przygodę „rodem z kina”. Kilka dni po wypadku jeden z fanów zespołu Switchfoot zaangażował użytkowników swojego forum do wspólnej modlitwy za Relient K. Niestety zespół i tak musiał odwołać swój występ na Cornerstone Festival w Illinois.
23 października 2007 roku, zespół wydał świąteczną składankę Let It Snow, Baby... Let It Reindeer. Krążek zawierał materiał z Deck the Halls..., jak również 6 nowych utworów. Album znalazł się na 96. miejscu notowania Billboardu 200.
Relient K wraz z zespołami Switchfoot i Ruth nagrali singiel Rebuild, który można pobrać z oficjalnej strony Switchfoota.
18 października 2007 roku swoje odejście z zespołu ogłosił Dave Douglas. Wkrótce na jego miejscu pojawił się Ethan Luck (The O.C. Supertones, Demon Hunter). Jak się później okazało, przez krótki czas Luck i Warne grali wspólnie w zespole Guerilla Rodeo.
Singiel zespołu z 2002 roku, „The Pirates Who Don't Do Anything”, z filmu „Wieloryb i piraci” został ponownie wykorzystany w kontynuacji serii – Warzywne opowieści: Piraci, którzy nic nie robią.

### The Bird and the Bee Sides (2008)
1 lipca 2008 roku Relient K wydał podwójnego EP-a. EP wydany został na jednej płycie CD, a zawiera dwa EP-y – The Nashville Tennis EP i The Bird and the Bee Sides. The Nashville... zawiera 13 nowych kawałków, w których zespół eksperymentował z muzyką country i ska. The Bird... zdobyła w 2009 roku nagrodę GMA Canada Convenatnt Award za „najlepszy rockowy album roku”. Wraz z wydaniem EP-a, Relient K ostatecznie podpisali kontrakt z nową wytwórnią – Mono Vs. Stereo.

### Forget and Not Slow Down (2009 – 2010)
Na początku 2009 roku zespół wraz z „ulubionym” producentem, Mark Lee Townsendem zabrał się do pracy nad nowym albumem w studiu Dark Horse Recording w Tennessee. Po nagraniu kilku utworów, muzycy zwrócili się również o pomoc do Johna Feldmanna z Kalifornii.
W serwisach Facebook i MySpace można oglądnąć tzw. „webisodes”, które pokazują kilka dni z życia zespołu, podczas gdy Relient K tworzyli nową płytę. 8 maja 2009 roku na Twitterze Matt Thiessen opublikował oficjalny tytuł krążka (jak i również jednej z piosenek na nim) – Forget and Not Slow Down.
Dla użytkowników serwisu Amazon.com, tuż po wydaniu płyty (6 października 2009) dostępny był bonusowy utwór „Terminals” w duecie z Owl City.

### K is for Karaoke EP (2011 – obecnie)
11 kwietnia 2011 zespół umieścił na swoim profilu w serwisie Facebook informację, że zamierza nagrać płytę z kilkoma coverami. 14 czerwca tego roku Alt Press podało, że album będzie nosił tytuł K is for Karaoke. Relient K publikował od tego czasu na Facebooku zagadki dla fanów, których rozwiązaniami były tytuły piosenek.
Płyta miała premierę 28 czerwca 2011 roku.
W lecie 2012 roku w jednym z wywiadów członkowie zapowiedzieli premierę nowego albumu przewidzianą na styczeń 2013. Do tej pory w wersji live można odsłuchać następujące single – „Sweeter”. „Boomerang”. „PTL”, „When You Were My Baby”.

## Członkowie

### Obecni
- Matthew Thiessen
- Matthew Hoopes
- Ethan Luck
- Jonathan Schneck
- John Warne

### Dawni
- Todd Frascone – bębny (1998)
- Stephen Cushman – bębny, drugi wokal (1998 – 2000)
- Jared Byers – bębny (2000)
- Brent Schoneman – bębny (2000)
- Brian Pittman – bas (1998 – 2004)
- Dave Douglas – bębny, drugi wokal (2000 – 2007)

## Dyskografia
- All Work and No Play
- Relient K
- 2000 A.D.D.
- The Anatomy of a Tongue in Cheek
- The Creepy EP
- Employee of the Month EP
- Two Lefts Don't Make a Right, but Three Do
- Open Mic Karaoke: Relient K, Vol. 1
- The Vinyl Countdown
- Deck the Halls, Bruise Your Hand
- MMHMM
- Apathetic EP
- Five Score and Seven Years Ago
- Must Have Done Something Right EP
- Let It Snow, Baby... Let It Reindeer
- The Bird and the Bee Sides / The Nashville Tennis EP
- Forget and not Slow Down
- K is for Karaoke EP